# Curetis latipicta
Curetis latipicta är en fjärilsart som beskrevs av Hans Fruhstorfer 1908. Curetis latipicta ingår i släktet Curetis och familjen juvelvingar. Inga underarter finns listade i Catalogue of Life.